# Earlville (Iowa)
Earlville è un comune degli Stati Uniti d'America, situato nello Stato dell'Iowa, nella contea di Delaware.